# Erase/Rewind
«Erase/Rewind» — песня шведской группы The Cardigans, ставшая вторым синглом с четвёртого студийного альбома группы Gran Turismo. Авторами песни стали вокалистка группы Нина Перссон и Питер Свенсон. Сингл вышел в январе 1999 года. Песня добралась до 3 места в хит-параде Исландии, 7 места в хит-параде Италии и Великобритании и до 12 места в Швеции. «Erase/Rewind» прозвучала в финальных титрах фильма 1999 года «Тринадцатый этаж», а также была использована в фильме «Нецелованная». 

## Видеоклип
Режиссёром видеоклипа к песне стал швед Адам Берг. В клипе используются отсылки к научно-фантастическим фильмам «Звёздные войны» и «Космическая одиссея 2001 года». Существует несколько версий видеоклипа; в одной из них используются фрагменты фильма «Тринадцатый этаж». 

## Отзывы критиков
В рецензии издания Birmingham Evening Mail говорится, что wrote, «В этой ритмичной балладе шведская пятерка немного сбавляет темп. Она не так цепляет, как «My Favourite Game», которая целых три месяца пробыла в топ-40 Великобритании, но все равно подтверждает, что группа снова на высоте».

## Позиции в чартах
| Чарт (1999)                            | Наивысшая позиция |
| -------------------------------------- | ----------------- |
| (Дания) IFPI                           | 17                |
| (Европа) Eurochart Hot 100             | 23                |
| Франция (SNEP)                         | 60                |
| Германия (GfK)                         | 71                |
| {Греция) IFPI                          | 10                |
| (Венгрия) Mahasz                       | 9                 |
| (Исландия) Íslenski Listinn Topp 40    | 3                 |
| Ирландия (IRMA)                        | 16                |
| (Италия) (Musica e dischi)             | 7                 |
| (Италия) Italy Airplay (Music & Media) | 2                 |
| Нидерланды (Single Top 100)            | 62                |
| Новая Зеландия (Recorded Music NZ)     | 36                |
| Норвегия (VG-lista)                    | 14                |
| Шотландия (OCC Scotland)               | 10                |
| Швеция (Sverigetopplistan)             | 12                |
| Швейцария (Schweizer Hitparade)        | 39                |
| Великобритания (OCC UK Singles)        | 7                 |

| Чарт (1999)      | Позиция |
| ---------------- | ------- |
| UK Singles (OCC) | 141     |

## Сертификации
| Регион                                                                      | Сертификация | Продажи |
| --------------------------------------------------------------------------- | ------------ | ------- |
| Великобритания (BPI)                                                        | Серебряный   | 200 000 |
| Данные о продажах + прослушиваниях приведены только на основе сертификации. |              |         |

## История релиза
| Страна         | Дата            | Формат            | Лейбл             | Ссылка |
| -------------- | --------------- | ----------------- | ----------------- | ------ |
| Япония         | 20 января 1999  | CD                | Stockholm         | [ 25 ] |
| Великобритания | 22 февраля 1999 | CD кассета        | Stockholm Polydor | [ 26 ] |
| США            | 19 апреля 1999  | Modern rock radio | Stockholm         | [ 27 ] |